# 블랙필즈
블랙필즈(Blackpills)는 프랑스의 영화 제작사이다. 2016년 다니엘 마르헬리와 알로시네의 설립자 파트리크 홀즈망이 2016년 설립하였다. 주로 모바일 시리즈를 제작 및 배급한다. 안드로이드와 IOS에서 모바일 응용 프로그램을 통해 OTT 서비스로 볼 수 있다. 프랑스에서는 2019년부터 오랑주의 피클 TV 패키지 가입자에게만 독점적으로 제공되었다.